# Rîjîkî, Cernihiv
Rîjîkî (în ucraineană Рижики) este un sat în comuna Hmilnîțea din raionul Cernihiv, regiunea Cernihiv, Ucraina.

## Demografie
Componența lingvistică a localității Rîjîkî
     Ucraineană (97,44%)
     Rusă (1,71%)
     Alte limbi (0,85%)
Conform recensământului din 2001, majoritatea populației localității Rîjîkî era vorbitoare de ucraineană (97,44%), existând în minoritate și vorbitori de rusă (1,71%).